# Rumänien i olympiska sommarspelen 1980
Rumänien deltog i de olympiska sommarspelen 1980 med en trupp bestående av 228 deltagare, 154 män och 74 kvinnor, vilka deltog i 135 tävlingar i 20 sporter. Landet slutade på sjunde plats i medaljligan, med sex guldmedaljer och 25 medaljer totalt.

## Medaljer
| Medalj | Namn | Sport      | Gren                           |
| ------ | --- | ---------- | ------------------------------ |
| 1      | Ştefan Rusu | Brottning  | Lättvikt, grekisk-romersk      |
| 1      | Nadia Comăneci | Gymnastik  | Damernas bom                   |
| 1      | Nadia Comăneci | Gymnastik  | Damernas fristående            |
| 1      | Toma Simionov Ivan Patzaichin | Kanotsport | Herrarnas C-2 1000 meter       |
| 1      | Sanda Toma | Rodd       | Damernas singelsculler         |
| 1      | Corneliu Ion | Skytte     | Snabbpistol                    |
| 2      | Constantin Alexandru | Brottning  | Lätt flugvikt, grekisk-romersk |
| 2      | Emilia Eberle | Gymnastik  | Damernas barr                  |
| 2      | Nadia Comăneci | Gymnastik  | Damernas individuella mångkamp |
| 2      | Nadia Comăneci Rodica Dunca Emilia Eberle Cristina Grigoraș Melita Ruhn Dumitrița Turner                                                  | Gymnastik  | Damernas lagmångkamp           |
| 2      | Petre Capusta Ivan Patzaichin | Kanotsport | Herrarnas C-2 500 meter        |
| 2      | Mihai Zafiu Vasile Dîba Ion Geantă Nicuşor Eşanu                                                                                          | Kanotsport | Herrarnas K-4 1000 meter       |
| 3      | Dumitru Cipere | Boxning    | Bantamvikt                     |
| 3      | Valentin Silaghi | Boxning    | Mellanvikt                     |
| 3      | Petre Dicu | Brottning  | Lätt tungvikt, grekisk-romersk |
| 3      | Vasile Andrei | Brottning  | Tungvikt, grekisk-romersk      |
| 3      | Melita Ruhn | Gymnastik  | Damernas barr                  |
| 3      | Melita Ruhn | Gymnastik  | Damernas hopp                  |
| 3      | Rumäniens herrlandslag i handboll | Handboll   | Herrarnas turnering            |
| 3      | Vasile Dîba | Kanotsport | Herrarnas K-1 500 meter        |
| 3      | Ion Bîrlădeanu | Kanotsport | Herrarnas K-1 1000 meter       |
| 3      | Anghelache Donescu Petr Rosca Dumitru Velicu                                                                                              | Ridsport   | Lagtävlingen i dressyr         |
| 3      | Olga Homeghi Valeria Racila | Rodd       | Damernas dubbelsculler         |
| 3      | Angelica Aposteanu Elena Bondar Florica Bucur Maria Constantinescu Elena Dobritoiu Rodica Frîntu Ana Iliuta Rodica Puscatu Marlena Zagoni | Rodd       | Damernas åtta med styrman      |
| 3      | Rumäniens herrlandslag i volleyboll | Volleyboll | Herrarnas turnering            |

## Boxning
Lätt flugvikt
- Dumitru Şchiopu
  - Första omgången — Besegrade Adel Hammoude (Syrien) efter knock-out i den andra omgången
  - Andra omgången — Besegrade Antti Juntumaa (Finland) på poäng (4-1)
  - Kvartsfinal — Förlorade mot Li Byong-Uk (Nordkorea) på poäng (4-1)

Flugvikt
- Daniel Radu
  - Första omgången — Bye
  - Andra omgången — Besegrade Keith Wallace (Storbritannien) på poäng (4-1)
  - Kvartsfinal — Förlorade mot János Váradi (Ungern) på poäng (1-4)

Bantamvikt
- Dumitru Cipere → Brons
  - Första omgången — Besegrade Mario Behrendt (Östtyskland) på poäng (5-0)
  - Andra omgången — Besegrade Lucky Mutale (Zambia) på poäng (5-0)
  - Tredje omgången — Besegrade Ryszard Czerwinski (Polen) på poäng (5-0)
  - Kvartsfinal — Besegrade Samson Khachatrian (Sovjetunionen) på poäng (4-1)
  - Semifinal — Förlorade mot Bernardo Piñango (Venezuela) på poäng (2-3)

Fjädervikt
- Titi Cercel
  - Första omgången — Bye
  - Andra omgången — Besegrade Róbert Gönczi (Ungern) på poäng (5-0)
  - Tredje omgången — Förlorade mot Adolfo Horta (Kuba) på poäng (0-5)

Lättvikt
- Florian Livadaru
  - Första omgången — Besegrade Tadesse Haile (Etiopien) efter diskvalificering in den tredje omgången
  - Andra omgången — Besegrade Sean Doyle (Irland) efter att domaren stoppade matchen i den första omgången
  - Kvartsfinal — Förlorade mot Kazimierz Adach (Polen) efter att domaren stoppade matchen i den tredje omgången

Lätt weltervikt
- Simion Cuçov
  - Första omgången — Förlorade mot Serik Konakbaev (Sovjetunionen) på poäng (0-5)

Tungvikt
- Teodor Pîrjol
  - Första omgången — Förlorade mot Francesco Damiani (Italien) på poäng (1-4)

## Bågskytte
Damernas individuella tävling
- Aurora Chin - 2319 poäng (→ 13:e plats)
- Terezia Preda - 2195 poäng (→ 24:e plats)

Herrarnas individuella tävling
- Andrei Berki - 2389 poäng (→ 15:e plats)
- Mihai Birzu - 2280 poäng (→ 25:e plats)

## Cykling
Herrarnas linjelopp
- Mircea Romaşcanu
- Teodor Vasile

## Friidrott
Herrarnas 10 000 meter
- Ilie Floroiu
  - Heat — 29:03,1
  - Final — 28:16,3 (→ 10:e plats)

Herrarnas 400 meter häck
- Horia Toboc
  - Heat — 50,89
  - Semifinal — 50,58
  - Final — 49,84 (→ 6:e plats)

Herrarnas 3 000 meter hinder
- Vasile Bichea
  - Heat — 8:35,4
  - Semifinal — 8:24,3
  - Final — 8:23,9 (→ 9:e plats)

- Paul Copu
  - Heat — 8:45,6
  - Semifinal — 8:45,0 (→ gick inte vidare)

- Nicolae Voicu
  - Heat — 8:49,0 (→ gick inte vidare)

Herrarnas höjdhopp
- Adrian Proteasa
  - Kval — 2,21 m
  - Final — 2,21 m (→ 7:e plats)

- Sorin Matei
  - Kval — 2,21 m
  - Final — 2,18 m (→ 13:e plats)

Herrarnas diskuskastning
- Iosif Nagy
  - Kval — 59,34 m (→ gick inte vidare, 14:e plats)

Damernas 800 meter
- Doina Melinte
  - Heat — 2:01,9
  - Semifinal — 2:00,8 (→ gick inte vidare)

- Fiţa Lovin
  - Heat — 2:00,2
  - Semifinal — 1:59,2 (→ gick inte vidare)

Damernas 1 500 meter
- Maricica Puică
  - Heat — 4:01,7
  - Final — 4:01,3 (→ 7:e plats)

- Ileana Silai
  - Heat — 4:04,7
  - Final — 4:03,0 (→ 8:e plats)

- Natalia Marasescu
  - Heat — 4:05,9
  - Final — 4:04,8 (→ 9:e plats)

Damernas höjdhopp
- Cornelia Popa
  - Kval — 1,88 m
  - Final — 1,88 m (→ 8:e plats)

Damernas diskuskastning
- Florenţa Ţacu
  - Kval — 60,40 m
  - Final — 64,38 m (→ 6:e plats)

Damernas spjutkastning
- Éva Ráduly-Zörgő
  - Kval — 63,84 m
  - Final — 64,08 m (→ 7:e plats)

## Fäktning
Herrarnas florett
- Petru Kuki
- Mihai Ţiu
- Tudor Petruş

Herrarnas lagtävling i florett
- Petru Kuki, Mihai Ţiu, Sorin Roca, Tudor Petruş

Herrarnas värja
- Ioan Popa
- Anton Pongratz
- Octavian Zidaru

Herrarnas lagtävling i värja
- Ioan Popa, Octavian Zidaru, Anton Pongratz, Costică Bărăgan

Herrarnas sabel
- Cornel Marin
- Ioan Pop
- Marin Mustaţă

Herrarnas lagtävling i sabel
- Ioan Pop, Marin Mustaţă, Cornel Marin, Ion Pantelimonescu, Alexandru Nilca

Damernas florett
- Ecaterina Stahl-Iencic
- Marcela Moldovan-Zsak
- Suzana Ardeleanu

Damernas lagtävling i florett
- Ecaterina Stahl-Iencic, Marcela Moldovan-Zsak, Viorica Ţurcanu, Suzana Ardeleanu, Aurora Dan

## Handboll
Herrar
Gruppspel
| Rank | Lag           | Pld | W | D | L | GF  | GA  | Poäng |  | Sovjetunionen | Rumänien | Socialistiska federativa republiken Jugoslavien | Olympic flag for Switzerland | Algeriet | Kuwait |
| ---- | ------------- | --- | - | - | - | --- | --- | ----- |  | ------------- | -------- | ----------------------------------------------- | ---------------------------- | -------- | ------ |
| 1.   | Sovjetunionen | 5   | 4 | 0 | 1 | 134 | 75  | 8     |  | X             | 19:22    | 22:17                                           | 22:15                        | 33:10    | 38:11  |
| 2.   | Rumänien      | 5   | 4 | 0 | 1 | 119 | 88  | 8     |  | 22:19         | X        | 21:23                                           | 18:16                        | 26:18    | 32:12  |
| 3.   | Jugoslavien   | 5   | 4 | 0 | 1 | 132 | 92  | 8     |  | 17:22         | 23:21    | X                                               | 26:21                        | 22:18    | 44:10  |
| 4.   | Schweiz       | 5   | 2 | 0 | 3 | 110 | 98  | 4     |  | 15:22         | 16:18    | 21:26                                           | X                            | 26:18    | 32:14  |
| 5.   | Algeriet      | 5   | 1 | 0 | 4 | 94  | 124 | 2     |  | 10:33         | 18:26    | 18:22                                           | 18:26                        | X        | 30:17  |
| 6.   | Kuwait        | 5   | 0 | 0 | 5 | 64  | 176 | 0     |  | 11:38         | 12:32    | 10:44                                           | 14:32                        | 17:30    | X      |

## Modern femkamp
Herrarnas individuella tävling
- Dumitru Spîrlea — 5058 poäng, 22:a plats
- Gyula Galovici — 4,935 poäng, 27:e plats
- Cezar Răducanu — 4,397 poäng, 41:a plats

Herrarnas lagtävling
- Spîrlea, Câllovits och Râducanu — 14,390 poäng, 11:e plats

## Simhopp
Herrarnas 3 m
- Alexandru Adrian Bagiu
  - Kval — 427,35 poäng (→ 23:e plats, gick inte vidare)